# Simona Halperin

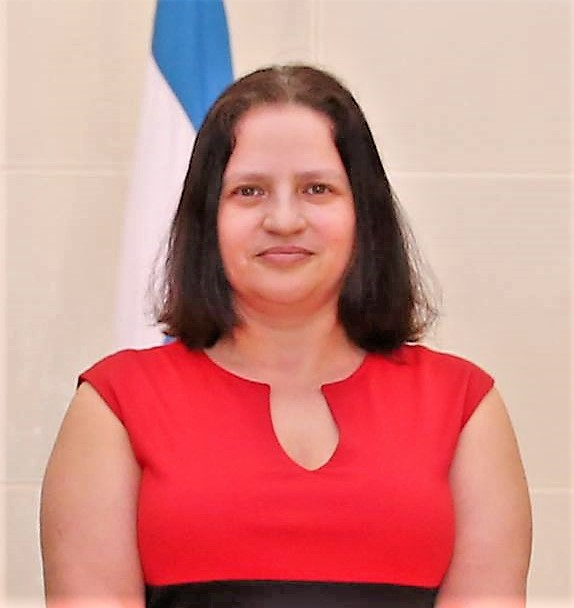
Simona Halperin (2018)

Simona Halperin (hebräisch סימונה הלפרין; * 1969 in Riga, Lettische Sozialistische Sowjetrepublik, Sowjetunion) ist eine israelische Diplomatin.

## Werdegang

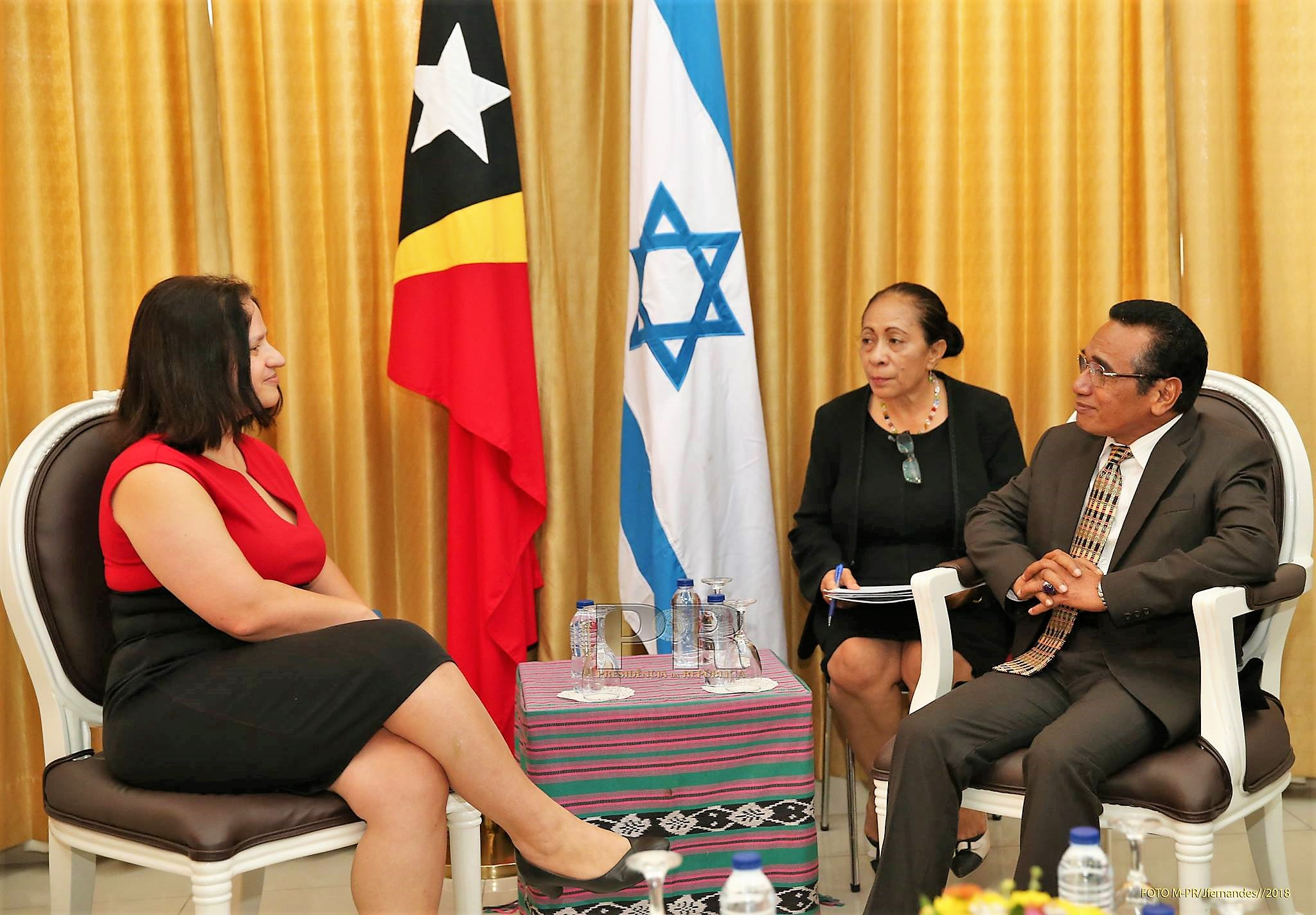
Simona Halperin bei Osttimors Präsidenten Francisco Guterres (2018)

Halperin wurde in Riga geboren und lebte im damaligen Leningrad (heute Sankt Petersburg), bis sie 1976 nach Israel auswanderte. Dort schloss sie an der Universität Haifa ein Studium mit einem Bachelor in Wirtschaft und Geschäftsverwaltung ab und absolvierte ihren Militärdienst als Wirtschafts- und Budget-Offizier im Bildungskorps. An der Hebräischen Universität Jerusalem erhielt Halperin einen Master in Recht und Öffentlicher Verwaltung. An der Universität war sie auch als Lehrassistentin tätig. 1993 trat sie in den israelischen Auswärtigen Dienst ein.
Halperin war von 1993 bis 1995 stellvertretende Botschafterin in Kasachstan und in Südkorea von 1995 bis 1999, ab 2002 Counsellor bei der israelischen Vertretung bei der Europäischen Union in Brüssel und Direktor der Abteilung „Internationale Organisationen und Menschenrechte“ im israelischen Außenministerium. Von August 2010 bis 2015 war sie Leiterin des Wirtschafts- und Kulturbüros in Taipeh, der inoffiziellen diplomatischen Vertretung Israels in Taiwan. 2016 war Halperin Sondergesandte Israels für die pazifischen Inseln.
Im Juli 2017 wurde Halperin Botschafterin Israels in Singapur. Ihre Akkreditierung für Singapur übergab sie am 26. Oktober 2017, Am 23. Februar 2018 folgte die Übergabe der Zweitakkreditierung für Osttimor. Die Amtszeit in Jakarta endete 2019. Ihr Nachfolger wurde Sagi Karni. Später war Halperin Leiterin des Büros für Eurasien im israelischen Außenministerium. Seit Dezember 2023 fungiert sie als Israels Botschafterin in Russland.

## Sonstiges
Halperin spricht Hebräisch, Englisch und Russisch. Sie ist verheiratet und hat drei Söhne und zwei Töchter.